# Siikavesi
Siikavesi är en sjö i Finland. Den är en del av sjön Pihlajavesi och ligger i Nyslott i landskapet Södra Savolax, i den sydöstra delen av landet, 260 km nordost om huvudstaden Helsingfors. Siikavesi ligger 68 meter över havet.